# Egelsee (Böhringen)
Egelsee heißt eine kleine Tümpelgruppe in der Böhringer Teilgemarkung der Gemeinde Dietingen im baden-württembergischen Landkreis Rottweil.

## Lage und Beschreibung
Der Egelsee liegt naturräumlich gesehen im Unterraum Oberndorfer Gäuplatten der zu den Oberen Gäuen rechnenden Gäuplatten am oberen Neckar. Auf der Hochebene bedeckt er einen Teil eines sehr breiten Schwemmlandbandes um den durchfließenden Bach auf dem Gipskeuper (Grabfeld-Formation), der weiter im Süden in der tief in den Oberen Muschelkalk eingeschnittenen Schlichemklamm von rechts in die Schlichem mündet.
Der See liegt etwa 1,5 km westnordwestlich der Ortsmitte von Böhringen und nur etwa hundert Meter westlich der A 81 zwischen umgebenden Äckern auf etwa 573 m ü. NHN in einem etwa 0,9 ha großen Grünlandgeviert zwischen Hecken und Bäumen, die locker um die drei Teiltümpel des Sees stehen. Der größte unter ihnen hat eine kleine Insel, ein kleinerer kann bei großer Sommerhitze austrocknen.
Der See ist im lokalen Messtischblatt von 1908 noch nicht eingetragen, das jedoch sehr viel größere Wiesenflächen um den Ort des heutigen Sees im Gewann Egelsee anzeigt. Die Tümpel wurden in einem ehemaligen Feuchtgebiet angelegt und verlanden.

## Durchfließender Graben
Der die Tümpel speisende Graben entsteht nur etwa 150 Meter westlich von ihnen auf etwa 574 m ü. NHN und knickt im größten nach Süden ab, wo er nach insgesamt 1,5 km langem Lauf, zuletzt einem Abschnitt in einer kurzen Waldklinge, an der Ramsteiner Mühle im Gemeindeteil Harthausen von Epfendorf auf rund 525 m ü. NHN von rechts in deren Mühlkanal neben der unteren Schlichem mündet. Er hat ein bis zum Seeausfluss unter 0,4 km², insgesamt etwa 1,1 km² großes Einzugsgebiet.

### LUBW
Amtliche Online-Gewässerkarte mit passendem Ausschnitt und den hier benutzten Layern: Egelsee und Umgebung

Allgemeiner Einstieg ohne Voreinstellungen und Layer: Daten- und Kartendienst der Landesanstalt für Umwelt Baden-Württemberg (LUBW) (Hinweise)
1. 1 2 3  Höhe nach dem Höhenlinienbild auf dem Hintergrundlayer Topographische Karte.
2. ↑  Seefläche nach dem Layer Stehende Gewässer.
3. ↑  Natur und Geschichte teilweise nach dem Layer Biotop.
4. ↑  Länge nach dem Layer Gewässernetz (AWGN).
5. 1 2  Einzugsgebiet abgemessen auf dem Hintergrundlayer Topographische Karte.

### Andere Belege
1. ↑  Friedrich Huttenlocher: Geographische Landesaufnahme: Die naturräumlichen Einheiten auf Blatt 178 Sigmaringen. Bundesanstalt für Landeskunde, Bad Godesberg 1959. → Online-Karte (PDF; 4,3 MB)
2. ↑  Geologie nach den Layern zu Geologische Karte 1:50.000 auf: Mapserver des Landesamtes für Geologie, Rohstoffe und Bergbau (LGRB) (Hinweise)
3. ↑  Meßtischblatt 7717 Oberndorf von 1908 in der Deutschen Fotothek